# Nils Gyllenstierna (1526–1601)
Nils Gyllenstierna, född 1526, död oktober 1601 på Fågelvik i Kalmar län, var en svensk riksdrots, riksråd och av flera kungar utsedd ståthållare för "allt Småland" samt stamfader för den friherrliga ätten Gyllenstierna af Lundholm. Han var son till riksrådet och riddaren Göran Eriksson Gyllenstierna och Kristina Nilsdotter (Grip). Nils Gyllenstierna var från 1568 gift med Ebba Axelsdotter (Bielke), dotter till riksrådet Axel Eriksson (Bielke).

## Biografi
Nils Göransson, vilken var den första av ätten i Sverige, som kallade sig Gyllenstierna, upptogs av Gustav Vasa till riksråd, blev vid Erik XIV kröning år 1561 slagen till riddare och utnämnd till kansler, av Johan III år 1569 upphöjd till friherre, med Lundholmen i Småland till friherreskap, samt senare befordrad till ståthållare över Småland och riksdrots 1590.
Hertig Karl förordnade Gyllenstierna till ståthållare i Stockholm 1593. Han erhöll året därpå Sigismunds fullmakt att vara lagman i Tio häraders lagsaga, häradshövding i Handbörd och ståthållare över Småland.
Vid Wittenbergs universitet var Gyllenstierna inskriven 1542, och så sent som 1563, sedan han blivit utsedd till rikskansler, skrev han in sig i Rostocks universitetsmatrikel. Efter att "en tid lång" ha studerat i främmande länder och företagit vidsträckta resor återvände Gyllenstierna till Sverige, där han 1560 av Gustav Vasa anställdes i hertig Eriks kansli. Att han snart tillvann sig Eriks förtroende, framgår av att han samma år, förmodligen strax efter Eriks tronbestigning, upphöjdes till riksråd och rikets kansler.

### Under Erik XIV
Nu började en tid av viktiga diplomatiska uppdrag. I slutet av 1560 sändes Gyllenstierna till England av den instabile Erik XIV, men lyckades inte få Elisabet av England att tacka ja till den svenske kungens erbjudande. Uppdraget ska ha omfattat uppgiften att röja kungens rival Robert Dudley ur vägen.
Efter sin återkomst från England 1562 sändes han i slutet av samma år som diplomat till kejsar Ferdinand. Under sin långvariga vistelse i Tyskland hade han den föga avundsvärda lotten att där utföra Erik XIV:s diplomatiska uppdrag. I oktober 1563 fick han befallning att bege sig till Hessen för att avsluta giftermålsunderhandlingarna med lantgreven. De avbröts i februari 1564. På sommaren samma år uppehöll han sig i Rostock, där han fick framföra Erik XIV:s ursäkt för de svenska sändebudens uteblivande från den i samma stad beramade fredskongressen.
Sedermera öppnade han med Johan Fredrik av Sachsen-Weimar underhandlingar om ett förbund med Sverige mot Danmark och kurfursten August i Sachsen. Större delen av 1565 vistades han i Stralsund och återkom först på hösten till Sverige, där han uppträdde som underhandlare med Dancay, som bisittare i Konungens nämnd, men skickades vintern 1566 till Ryssland. Där slöt han 1567 ett fördrag med tsaren. I fördraget utlovades bland annat att Katarina Jagellonica skulle utlämnas till Ryssland. Efter sin hemkomst var han med om att döma kungens mäktige sekreterare Jöran Persson till döden.

### Under Johan III
Han fortsatte att åtnjuta konungens gunst och användes 1568 i underhandlingarna med den ryska beskickning, som infunnit sig i Stockholm. Under hertigarnas uppror stod han, i olikhet med sin fader, på Erik XIV:s sida, till dess han tryggt kunde överge honom. Den 28 september 1568 var han bland dem, som lovade släppa in de upproriska i Stockholm. Något avbrott i konungagunsten inträffade inte genom Johan III:s uppstigande på tronen. Han fick bibehålla sitt kanslersämbete, blev 1569 lagman i Tiohärads lagsaga och samma år friherre. 1570 fick han Lundholmen i Småland till friherreskap. Friherreskapet var bildat av Nydala klosters vidsträckta egendomar som drogs in till kronan i samband med reformationen.
Dessutom fortfor Gyllenstiernas diplomatiska verksamhet. Han var med vid fredsunderhandlingarna med Danmark och Lübeck sommaren 1569 och vid kongressen i Stettin 1570, som utmynnade i Freden i Stettin. Därmed var hans egentliga diplomatiska bana avslutad, även om han både 1575 och 1580 utsågs till ombud vid gränsmötena med Danmark. Den verksamma delen av hans liv upphörde likväl inte med 1570. Johan III anförtrodde honom "den översta befallningen över allt Småland". Troligen föreföll ämbetet honom för tungt på grund av hans sjuklighet, för då kungen 4 januari 1577 uppdrog åt honom att fortsätta med ämbetet, fick han några yngre frälsemän till hjälp. 
I rådsmötena deltog han även flitigt. Av hans kända diplomatiska skicklighet begagnade kung Johan sig i sina tvister med hertig Karl. Vid riksdagen i Vadstena 1587 var han en bland dem, som uppgjorde förlikningen mellan bröderna. Då Sigismunds avresa till Polen kort därefter beslöts, uppges det – fast utan säkra bevis –, att Gyllenstierna motsatte sig resan. Säkert är, att i den långvariga brytning, som till följd av det polska kungavalet uppstod mellan Johan och Karl å ena sidan samt Sigismund och rådets flertal å den andra, behövde Gyllenstierna all sin smidighet för att kryssa sig fram mellan partierna.
Så mycket han kunde, drog han sig undan från politiken, än skyllde han på sin sjuklighet, än bedyrade han att "de polska handlingarna gick vida över hans förstånd", men gärna höll han sig intill den starkare parten. I början slöt han sig ganska nära till Johan och Karl, varför han av sina kollegor i riksrådet betraktades med misstro. Erik Larsson Sparre kallar honom "en ombytlig man, som ofta inte var lik sig själv". Av Johan utnämndes han vid Per Brahes död (1590) till riksdrots.

### Under Sigismund och Karl IX
Efter Johan III:s död (1592) kom han, på hertig Karls begäran, till Stockholm och deltog i rådets förhandlingar. Som drots öppnade han Uppsala möte 1593 med ett tal, som uppmanade de närvarande att hålla fast vid den Augsburgska trosbekännelsen. Under kung Johans tid hade katolikerna någon tid haft gott hopp om hans omvändelse. Av Sigismund erhöll han 1594 bekräftelse på sina förläningar och ny fullmakt att vara lagman i Tiohärad och ståthållare över allt Småland. Under den följande tiden närmade han sig sina ämbetsbröder, men fick aldrig deras fulla förtroende.
Efter Söderköpings riksdag 1595, i vilken han deltog, visade sig Sigismund mycket missnöjd med honom, men även hans ställning till Karl började bli ansträngd. Hertigen beskyllde honom i december 1595 för att ha söndrat sig från Söderköpings beslut och skilde honom från såväl förläningar som ämbeten, men tog honom snart åter till nåd. Gyllenstierna anhöll dock "att bliva med alla saker i sin ålderdoms- och svaghetstid förskonad". Han undertecknade också riksrådets undskyllan, att det inte kunde komma till Arboga riksdag 1597, men han skyndade genast att ursäkta sig med den märkvärdiga förklaringen, att han inte haft rådrum att genomläsa den. När Karl sedermera ville inhämta hans mening om Arboga riksdag, svarade han undvikande, men försäkrade sig vilja bevisa hertigen sin ödmjuka tjänst i allt, som kunde komma fäderneslandet till nytta.
Att han med glädje hälsade Sigismunds återkomst till Sverige 1598, är emellertid säkert. Öppet trädde han väl inte på hans sida, men han understödde sina söner i kungens armé. Han tillät sig även efter konungens avresa skriva till Karl, att hade hans råd blivit följda, hade mycket ont stått tillbaka. Därigenom ådrog han sig de mest hotande brev, men icke några förföljelser. Karl visade sig snart åter nådig och fortfor ofta rådfråga honom, ty han märkte, "att ändock åldern var hög och oförmögenheten stor, var på förståndet intet fel".

### Familj
Gyllenstierna gifte sig 7 mars 1568 på Nyköpings slott med Ebba Axelsdotter (Bielke) Hon var dotter till riksrådet Axel Eriksson Bielke och Elsa Posse. De fick tillsammans barnen amiralen Johan Nilsson Gyllenstierna (1569–1617), Kerstin Gyllenstierna (1570–1619) som var gift med riksrådet Peder Nilsson Ryning, Erik Gyllenstierna (1571–1636), Axel Gyllenstierna (född 1573), Carl Gyllenstierna (född 1574), presidenten Göran Nilsson Gyllenstierna (1575–1618), Elsa Gyllensterina (1577–1650) som var gift med lagmannen Abraham Brahe, Görvel Gyllenstierna (född 1579), ett barn (1580–1580), hovmästarinnan Elisabet Gyllenstierna (1581–1646) som var gift med riksrådet Hans Claesson Bielkenstierna, Bo Gyllensterina (född 1582), vice amiralen Nils Nilsson Gyllenstierna (1585–1622), Gunilla Gyllenstierna (1586–1622) som var gift med greven Johan Stensson (Tre Rosor) och amiralen Nils Claesson Bielkenstierna, och Anna Gyllenstierna (1588–1625) som var gift med lagmannen Mattias Soop.

## Fotnoter
1. ↑  Se inskrivning av Nils Göransson Gyllenstierna i Rostocker Matrikelportal
2. ↑  Elgenstierna Gustaf, red (1927). Den introducerade svenska adelns ättartavlor 3 Gadde-Höökenberg. Stockholm: Norstedt. sid. 359. Libris 10076750